# 魔王物語物語
『魔王物語物語』（まおうものがたりものがたり、英題：Demon King Chronicle）は、カタテマによって制作されたRPGツクールXP製のロールプレイングゲーム。略称は『まもも』。2007年8月19日にフリーウェアとして公開され、最新版は同年12月31日公開のver.1.11となっている。2009年2月26日発売のRPGツクールXP VALUE!版ではサンプルゲームの一つとして収録され、また2013年にはPLAYISMによる英語訳版のダウンロード販売が開始されている。

## 概要
主人公のヒマリが「島」と呼ばれる地域を舞台に未完となっている『魔王物語』の結末を探すというストーリーのファンタジー作品である。住民の集まる洞窟「ネグラ」がゲーム進行の拠点となっており、プレイヤーは登場人物などから断片的に得られる情報を頼りに、ゲームの全体像を把握して行動範囲を広げてゆくことになる。
後述する「ビンの数だけしか回復アイテム持てないシステム」や開始された戦闘からは逃れられないなどの制約もあって敵との戦闘は難易度が高く、「最初のダンジョンから敵に倒されて簡単に全滅してしまうこともあり得る」「よほど弱い敵との戦闘でない限り気が抜けない」とされ、公式ページにおいても「油断するともの凄い勢いで全滅」するとされている。
2011年1月12日には『愛と勇気とかしわもち邂＆魔王物語物語大陸編イラスト集』および『魔王物語物語のつくりかた』のダウンロード販売が開始された。鹿児島県において活動する演劇集団宇宙水槽（）は、2012年10月7日に本作をもとにした演劇を上演している。また2014年9月18日にはPHP研究所より小説版『魔王物語物語』（ISBN 978-4-569-82058-3）が刊行されている。

## システム
料理システム
手持ちのアイテムを合成し、別のアイテムを作り出すことのできるシステム。ショップで売られているキッチンを購入することで利用可能となる。合成には作りたいアイテムのレシピを取得する必要がある。
なんでも装備システム
プレイヤーキャラクターは期間限定でパーティに加入するキャラクターを除き、武器と防具の装備枠以外に三つの装備枠を持っている。ここには武器や防具のほか、回復アイテムやモンスターが落とす売却アイテムなど、文字通り「なんでも」装備する事が可能となっている。装備するアイテムによっては能力値の上昇だけでなく、スキルや特殊能力が付加される。そしてアイテムには3段階の「熟練度」が存在しており、装備した状態で戦闘を繰り返すことによって上昇し、能力値の上昇幅を増やすことができる。
ビンの数だけしか回復アイテム持てないシステム
回復アイテムを入手するためには、各地に存在する泉において空きビンを使う必要がある。空きビンは「ガラスのかけら」というアイテムを三つ集め、ネグラにおいて交換する事で手に入る。回復アイテムには「体力回復」と「気力回復」の二種類があり、前者は体力のみを完全に回復させ、後者は気力を完全に回復させると共に少量の体力も回復し、戦闘不能を含む一部のステータス異常を治療する効果も持つ。
おもしろエンカウントシステム
アクションRPG『タイムアタック！RPG』の戦闘システムを元にしたもの。基本的な部分はいわゆるシンボルエンカウントであり、敵シンボルに接近するとエンカウントと見なされるが、その時点で接触した敵の位置がエンカウントした方向に固定される。そして戦闘開始まで数秒の猶予時間が与えられ、この間に別の敵シンボルに接近することで複数の敵と一度に戦うことができる。全ての武器や攻撃スキルには「角度」が設定されており、決められた向きの範囲内に存在する敵全てに攻撃する事が可能となっているため、敵の位置が戦闘における重要な要素となっている。

## 登場人物

### ネグラの住人
ヒマリ
主人公。黄色いイシを背負った彼女の使命は、未完となっている『魔王物語』の結末を探し求める事とされる。イシとは背中に寄生する不思議な存在であり、物に宿る記憶や過去の宿主の記憶を与えることができる。
ルドルフ
準主人公。人見知りの激しい、無口且つ無表情な少年。赤ん坊の時、捨てられていた所をフロドナによって拾われる。『魔王物語』の第三章を持つ。
エルオントナナ
ゼルヒ・エルオントの孫娘。本名はナナ・エルオントであるが、「島」ではこの名を使っている。『魔王物語』の第一章を持つ。期間限定でパーティに加入。
ヒクグモ
奇妙なマスクをつけた壮年の男性。元々は生真面目な性格だったが、奔放に生きるアイリッツに心酔し、コンビを組んでいた。『魔王物語』の第二章を持つ。期間限定でパーティに加入。
モール
ネグラの奥でいつも壁を掘っている盲目の男。かつてはゼルヒの側近であった。ゼルヒが発狂した時に、彼を救う方法は彼を倒す事だと考え勝負を挑んだが敗れ、その際に視力を失った。
レーラリラ
序盤でヒマリを部屋に案内しアドバイスを与える女性。良家の娘であり、優雅で気品の有る雰囲気を醸し出す。ルルララという双子の姉に対して強い劣等感を抱く。
アーロンアーロン
ショップの店主。「島」に落ちているものを商品として売っている。『魔王物語』の結末を研究する事を目的としており、ストーリーが進むにつれ、彼の推測を書き綴ったメモが少しずつ増えていく。

### 『魔王物語』の登場人物のモデル
いずれも有名人となっているが『魔王物語』執筆時はまだ無名の人物だった。
アレス
第一章の主人公セラのモデルとなった人物。ロングソード一本である塔を制覇した事で知られる。『魔王物語』の著者ハロルドとの因縁がある。
アイリッツ
第二章の主人公ツィーリアのモデルとなった人物。ゼニガラスという片刃剣を愛用していた。自由奔放な人物で、義賊紛いの事をして暮らしていた。ゼルヒとは面識があり、アイリッツの人生に大きな影響を与えた。
フロドナ
第三章の主人公ランドルフのモデルとなった人物。ラットスレイヤーと呼ばれている大剣を愛用していた。ルドルフの育ての親であり、彼を「島」に連れてきた人物でもある。

### その他
ハロルド・ディスター
『魔王物語』の著者であるが、同書の完成を目前にして病により死没。未完のままとなった『魔王物語』はアレスによって川に流され、大陸に流れ着いて人々に知られる事となった。
アノニマス・カワード
ネグラの住人達の物語を破ったり、金を盗んだりしていた人物。アーロンアーロンの罠がきっかけとなり、その正体がレーラリラであることが判明した。ただし住人達は以前からその正体に気づいていた。
ゼルヒ・エルオント
齢80ばかりの英雄として知られる最も古い人物。かつては賢王と称えられたが、孫娘のナナが幼い頃に病が原因で発狂し暴君と化す。愛剣ホシツバキによって繰り出される流凪（）という必殺技を得意とした。
「3人目」
物語終盤に仲間になる3人目のパーティメンバー。ヒクグモが所持していた白いイシの記憶から生まれた存在。ラストダンジョンと地下大空洞においてのみ姿を現し参戦する。
魔王ハーディス
『魔王物語』は終章が書かれることなく未完となっており、第一章から第三章までの中に魔王ハーディスについての言及は一切ない。ハーディスという名は著者の名前（「ハ」ロルド「ディス」ター）に由来する。

## 制作背景
カタテマの主宰者であるてつは、本作について「超大作RPG」の制作という自身の夢を体現した作品であるとしており、「レトロRPG風システムの類型を自分なりに洗練すること」が目的の一つであったと述べている。「無駄を省いたシンプル＆直感的なシステム」によって「フリーゲームらしいとっつきやすさと、一定の独自性を共存させたゲーム性」を目標とし、「わずらわしいデモシーンを排除しながらも、プレイしているうちに世界や背景が見えてくるゲーム」を目指したという。
本作はRPGツクール2000製のゲームである『Nepheshel』や『イストワール』の影響を受けているとされ、「広大な世界を歩いて読み解いていくという点」において特に『イストワール』を参考にしたとされる。そして「自分が不足だと思うものを削って、足りないと思うものを追加して、うまいこと全体を調和させたら、差別化されるところは自動的に差別化できるという思いを持っていた」という。一方で「同じツールで挑んでもただの劣化版ができるだけという確信」もあって「ツクールXPという武器を手に入れたことも大きい」としており、「複雑なシステムをプログラムで作れるようになっていたので、今までのデータを思い切って捨てて乗り換え」たと述べている。
てつは自身の作品における「断片的なテキストによるストーリーテリング」はロマサガシリーズの影響が大きいとした上で、「自分で好きなところにいって好きな順番で物語を拾い集める」という手法はゲームであるからこそ可能な表現であると述べている。
テキストファイルによってゲームの外部から情報を与えるという表現方法が本作においても用いられており、この手法はアンディー・メンテの作品においてレベルの数値などをテキスト出力していたことに着想を得たという。「ロマサガ」の攻略本や資料集によって「ゲームから一歩引いたところでテキストを読んで理解することに、独特の楽しさを体験した思い出」から、ゲーム外部にストーリーを出力するという手法によってこれを擬似的に再現したと述べている。
ゲームデザインにおいては「レスポンスの良さやシンプルな操作性、気軽に始められること」を意識しており、本作においても「以前やられたところを突破する達成感が得られるのが理想的」であるため「死んでもすぐに再開できる環境」を確保し、「難易度は高いが再プレイが速くてストレスにならない」ように配慮したと述べている。

## 評価
本作は「RPGツクールを使用したシンプルなグラフィックスのRPGながらも傑作として名高い」とされ、「歯ごたえのある戦闘と自由度が高いマップ、断片的なテキストから読み解くストーリーといった個性により幅広い人気を獲得した」作品であるとされる。
ベクターの新着ソフトレビューでは、「ストーリー重視のRPGにありがちな“おつかいイベント”がないのもおもしろい」とした上で「この自由度の高さが『魔王物語物語』の最大の魅力といえる」と評されている。「新着ソフトレビュー 執筆者が選ぶ2007年ベストオンラインソフト」においても紹介されており、「真相にたどり着くまでの独特の工程やキャラの作り込みなどのほか、RPGとしてのシステムのレベルも高い」と評価されている。
窓の杜のコーナー「週末ゲーム」では、「プレイヤーは常に自発的な行動を求められる」ために「少しずつ結末へと近づいていくのが醍醐味となっている」と評価されており、「自分の知恵と判断で物語を作り上げていくスタイルのRPGは、今では貴重な存在」であると評されている。また戦闘システムについて「パズル性とアクション性がほどよいさじ加減で効いている」と評され、趣向の凝らされた装備システムについても評価されている。
ファミ通.comのコーナー「ツクールBlog」においても「自分で考え、自分で行動を起こす自由度の高さ」について評価されたほか、『魔王物語物語』という特異なタイトルについて「プレイヤーの興味を引くことに成功している」と評されている。
Crowdrive Gamesでは、「やりこみ系フリーゲーム」や「おすすめRPGフリーゲーム」の一つとして紹介され、「即死系のやり込みが好きな方にはおすすめのゲーム」であり「プレイ中に垣間見えるストーリーやラスボス戦の演出は、そこまでの苦労もあって感慨もひとしお」と評されている。